# Championnats du monde de tir 1970
Navigation
Édition précédente Édition suivante
Les championnats du monde de tir 1970, quarantième édition des championnats du monde de tir, ont eu lieu à Phoenix, aux États-Unis, en 1970.